# Национални институт за метеорологију и хидрологију Бугарске
Национални институт за метеорологију и хидрологију Бугарске (бугарски: Национален институт по метеорология и хидрология) је бугарски истраживачки институт који се бави посматрањима и истраживањима у областима метеорологије, хидрологије и водом изазваних поремећаја. Институт је у статусу самосталног правног лице које се финансира из буџета Министарства просвете и науке Бугарске.

## Историја

### Прва метеоролошка мерења у Бугарској
Прва систематска метеоролошка посматрања на данашњој територији Бугарске почела су 1860. године, када је постављена прва метеоролошка станица у аустријском конзулату у Русчуку. У њој су од 1870. године почела прва систематична и редовна хидролошка посматрања реке Дунав. Потом је, 1880. године отворена још једна метеоролошке станица у аустроугарском конзулату у Софији.
Оснивање метеоролошких станица у Бугарској
Током 1881. године одлуком министра просвете Бугарске Константина Јиречека, основано је пет државних метеоролошких станица. Редовна посматрања започела су 1887. године прво у станици Софија на Тргу Васила Левског, под вођством Марина Бачеварова.
Први комплетан водич за спровођење истраживања издао је 1888. године Спас Вацов. Он је    
1890. године постао шеф Централне метеоролошке станице у Софији, која је 1894. претворена у дирекцију.

### Оснивање државне институција метеорологију и хидрологију
Оснивање државних институција за метеорологију и хидрологију Бугарске почело је 1890 оснивањем Централне метеоролошке станице у Софији, која је 1894. преименована у Дирекцију, на челу са Спасом Вацовом, који је на тој функцији остао све до своје смрти 1928. године.
Дирекција се бавила и сеизмичким истраживањима до 1950, када је била одвојена као независна сеизмолошка служба. Потом  је 1934. године  преименована  у Централни метеоролошки завод
Прва оганизована хидролошка посматрања у Бугарској почеле су да се спроводе 1920. године од стране Службе за воде у Министарству за пољопривреду и државну имовини Бугарске.
Када су 1950. године две службе спојене у заједничку хидрометеоролошку службу, следило је оснивање или преименовање следећих установа:
- 1954. -  Истраживачког институт за хидрологију и метеорологију.
- 1962. - Одељење за хидрологију и метеорологију.
- 1989. - Института за метеорологију и хидрологију., спајањем Одељења за хидрологију и метеорологију. Током последње реформе БАС, Институт за водене проблеме припојен је Институту .
- 1991. - Националног института за метеорологију и хидрологију, који је настао преименовањем Институт за метеорологију и хидрологију.
- 1. јануара 2019. године Национални институт за метеорологију и хидрологију постао је саставни део Бугарске академије наука.[3]

Као наследник бугарске метеоролошке службе, декретом Народне скупштине Бугарске  бр. 348 / 23.07.1951 Институт је овлашћен да представља Бугарску у Светској метеоролошкој организацији.

## Организација
Ступањем на снагу Државног буџета Републике Бугарске за 2019. годину од 1. јануара 2019. године Национални институт за метеорологију и хидрологију главне јединице Бугарске академије наука (НИМХ-БАС) претвара се у Национални институт за метеорологију. и хидрологију као правног лица, чији је руководилац буџетски менаџер из буџета Министарства просвете и науке. На основу става 5. Прелазних и завршних одредби Државног буџета Републике Бугарске за 2019. годину, у року од месец дана од ступања на снагу закона, на предлог министра образовања и науке, Савет министара доноси Правилник о структури и деловању Национални институт за метеорологију и хидрологију.
Правилником се уређују национална и међународна активност, управљање и структура, организација рада, начини финансирања и потребна имовина, број особља и други важни елементи за функционисање Националног института за метеорологију и хидрологију, узимајући у обзир чињеницу да поред националних Хидрометеоролошка служба, НИМХ је и водећа научна организација у земљи на пољу метеорологије и хидрологије. На овај начин се спроводи националне и међународне активности додељене НИМХ-у у складу са законом.
У складу са овим Правилником у саставу Института раде следећа одељења:
- Одељење за климатологију и агрометеорологију
- Одељење за атмосферску физику и екологију
- Одељење  за праћење и истраживање воде
- Одељење за употребу вода
- Прогностичко одељење
- Одељење  за информационе услуге и мрежу

## Финансирање и имовина
Националног института за метеорологију и хидрологију финансираће се средствима из:
- државног буџета,
- сопственим приходима,
- пројектима и програмима које финансирају Европска унија,
- пројектима и програмима које финансирају друге међународне организације,
- бесповратно добијеним средствима.

Институт располаже имовином која укључује:
- имовинска права и ограничена стварна права на непокретностима и покретним стварима,
- интелектуална власништва,
- друга права и обавезе.

Некретнине које држава даје институту су државна јавна својина, односно државна приватна својина.

## Активности
Национални институт за метеорологију и хидрологију Бугарске данас:
- одржава системе за рано упозорење користећи специјализоване податке са метеоролошких сателита и радара као и из светских метеоролошких центара,
- има неограничен приступ информацији Европске организације за експлоатацију метеоролошких сателита (EUMETSTAT),
- врши мониторинг времена и климе из свемира и сарађује са Европским центром за средњорочну прогнозу времена (ECMWF).

Хидрометеоролошки завод заступа Бугарску у Светској метеоролошкој организацији УН која координише рад 189 националних метеоролошких служби. Њен генерални скеретар Мишел Жаро је посетио Бугарску поводом 120. годишњице успостављања Метеоролошке службе Бугарске. Г. Жаро је том приликом указао на значај сарадње и размене информација међу појединим метеоролошким службама како би се израдила прецизна временска прогноза.
Национални хидрометеоролошки завод Бугарске испоручује у реалном времену сателитске информације:
- Метеоролошком центру Главног штаба војно-ваздухопловних снага,
- Центру за аерокосмичка осматрања
- Министарства унутрашњих послова,
- Националним метеоролошким службама земаља бивше Југославије.